# Massacre de Kasanga
Le massacre de Kasanga survient le 12 février 2025 lorsque des militants des Forces démocratiques alliées (FDA) entrent à deux reprises dans le village de Mayba, dans le territoire de Lubero, au Nord-Kivu, en République démocratique du Congo, et enlèvent au moins 70 civils chrétiens. Les captifs sont ensuite emmenés dans une église protestante de Kasanga, au Nord-Kivu, en République démocratique du Congo, où ils sont exécutés par décapitation à la machette. Leurs corps sont découverts le 14 février.

## Contexte
Les FDA sont un groupe islamiste ougandais qui commence une insurrection en 1996. Elle se propage à la République démocratique du Congo et sintensifie au cours des années 2010. Leurs attaques au Nord-Kivu comprennent un massacre à Beni en 2016 (en). À la fin des années 2010, le groupe commence à s'affilier à l'État islamique. En 2020, Musa Baluku (en) proclame que les FDA ont cessé d'exister et qu'elles sont remplacées par la province d'Afrique centrale de l'État islamique. Au Nord-Kivu, en janvier 2023, les FDA perpètrent des massacres à Kasindi,, Makugwe et Kirindera (en).
En mars 2023, neuf personnes sont tuées et plusieurs autres disparaissent à la suite de l'attaque armée menée par des terroristes des FDA dans le village de Nguli, dans le territoire de Lubero, au Nord-Kivu,,. Le même mois, les rebelles prennent des civils en otage dans le village de Katiri, dans le groupement d'Isale Kasongwere, dans le territoire de Beni, au Nord-Kivu,. Les insurgés érigent également un bastion dans le parc national des Virunga entre les villages de Kavasewa et Karuruma.

## Attentat

### Enlèvements
Le 12 février 2025, à 4 h 0 du matin, des membres armés des Forces démocratiques alliées entrent dans le village de Mayba, dans le territoire de Lubero, au Nord-Kivu, où ils ordonnent aux habitants de sortir de leurs maisons. Ils capturent immédiatement au moins 20 civils et partent avant de revenir vers 18 h 0. À leur retour, les militants des FDA ont encerclent le village et arrêtent 50 civils supplémentaires,.

### Meurtres
Les captifs sont emmenés dans une église protestante CECA 20 à Kasanga, un village voisin près de Lubero dans le territoire de Lubero, au Nord-Kivu, où ils sont ligotés et exécutés à coups de machette,. Les corps sont découverts le 14 février, toujours dans l'église.